# رجل الورق (فلم)
رجل الورق فيلم إنمي قصير صدر عام 2012 في الولايات المتحدة الأمريكية وحصل على جائزة الأوسكار في فئة الأفلام الإنمي القصيرة وتسلمها المخرج جون كاهرز. مدة الفيلم لا تتجاوز السبعة دقائق ومع ذلك استقبل بحفاوة شديدة من قبل الجمهور والنقاد. الفيلم من بطولة أصوات: جون كاهرز في دور جورج، جيف تورلي في دور رب العمل، كاري والغرين في دور ميج. ومن تأليف: كليوتشانغ، كيندل هويار.

## القصة
جورج واقفٌ على محطة القطار منتظرًا قدومه، تظهر ميج بجواره، فتاة جميلة، وذاهبة إلى مقابلة عمل. تطير ورقة من ملف يحمله جورج بفعل قدوم رياح ملتحمة بقطار مسرع على المحطة الأخرى فتصطدم بوجه ميج، يستعيد جورج الورقة فيجد أحمر الشفاه قد انطبع عليها متخذًا شكل قبلة من أثر الاصطدام. وقبل أن يبدي جورج إعجابه بميج تكون الأخيرة قد استقلت القطار تاركة إياه وحيدًا. أثناء جلوس جورج على مكتبه المجاور للنافذة يلمح ميج في أحد مكاتب العقار المقابل، يقف بقرب النافذة ملوحًا لها للفت الانتباه، لكنها لا تنتبه، يستخدم الأوراق التي ألقاها على مكتبه مديره في عمل صواريخ ثم يقذفها لكنها لا تصل إليها. خرج ميج من المكتب إلى الشارع فيلحق بها جورج مسرعًا تاركًا عمله بيد أنه لا يعثر عليها بعد جهدٍ جهيد، ينظر حوله في يأس فيجد آخر ورقة قذفها من نافذته يمسك بها ويطوحها، تطير الورقة إلى بقية الأوراق المقذوفة من النافذة فتتحد جميعًا وتطير إلى جورج اليائس لتقوده إلى محطة القطار، أما الورقة المطبوع عليها القبلة تطير إلى ميج فتجري ميج خلفها محاولة اللحاق بها، بينما الورقة تقودها هي الأخرى إلى محطة القطار فيتقابلان مرة أخرى دون فراق

## طاقم العمل
- جون كاهرز في دور جورج
- جيف تورلي في دور المدير
- كاري والغرين في دور ميج

## الجوائز
- جائزة الأوسكار لأحسن فيلم إنمي قصير 2013
- جائزة آني وذهبت لستديوهات والت ديزني عام 2013
- جائزة سنفوريا لأحسن فيلم إنميقصير عام 2014

## وصلات خارجية
- مقالات تستعمل روابط فنية بلا صلة مع ويكي بيانات